# 布赖恩·斯蒂尔
布赖恩·斯蒂尔（英語：Bryan Steel，1969年1月5日—），英国男子自行车运动员。他曾代表英国参加1992年、1996年、2000年和2004年夏季奥林匹克运动会自行车比赛，获得一枚银牌和一枚铜牌。